# Chaim z Wołożyna

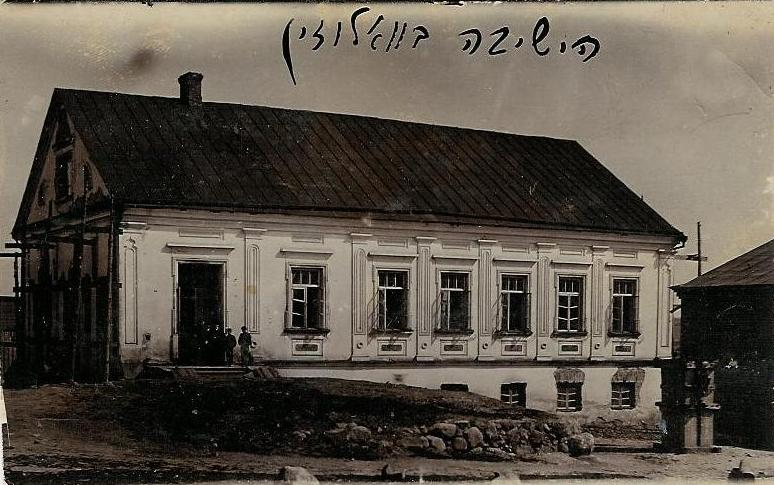
Jesziwa w Wołożynie

Chaim z Wołożyna (Chaim ben Icchak z Wołożyna, ur. 1749 w Wołożynie, zm. 1821 tamże) – litewski rabin, talmudysta, jeden z głównych ideologów mitnagdim. Uchodzi za najważniejszego ucznia Gaona wileńskiego – Eliasza ben Salomona Zalmana, czołowego ideologa ruchu mitnagdim – przeciwników chasydyzmu. 

## Życiorys
Chaim założył za namową Gaona jesziwę w Wołożynie (1802 lub 1803), w której nauczał Tory metodami swego mistrza. Podkreślano tam konieczność studiowania całej literatury talmudycznej, a nie tylko części traktatów, a także krytykowano pilpul, czyli sztukę studiowania tekstu talmudycznego, polegającą na dialektycznym zestawianiu argumentów za i przeciw danej wykładni prawa w celu znalezienia ostatecznego rozwiązania. Część z jego tez podważała podstawowy kodeks prawny Szulchan Aruch.
Był autorem najważniejszego dzieła ruchu mitnagdim – Nefesz ha-Chaim (wydanego pośmiertnie przez jego syna w 1824), w którym jako główny religijny obowiązek każdego wierzącego, a także fundament jego więzi z Bogiem uznał studiowanie Tory. Traktat obfituje w elementy kabalistyczne, ale stosowane zupełnie odmiennie niż u chasydów. Oskarżał ruch chasydzki o bałwochwalstwo, zwłaszcza w kontekście szukania boskich pierwiastków w ludziach świątobliwych, np. cadykach.
Nie wszystkie jego dzieła ukazały się drukiem, a większość jego responsów spłonęła podczas pożaru w 1815. Jego mottem życiowym było hasło: Człowiek musi współodczuwać cierpienie innych i nieść im pomoc.
Był ojcem rabina Icchaka z Wołożyna.